# Stade Hazza-ben-Zayed
Le stade Hazza-ben-Zayed (en arabe : استاد هزاع بن زايد) est un stade de football situé à Al-Ain aux Émirats arabes unis dont le club résident est l'Al-Ain Club. Le stade dispose d'une capacité de 25 965 places.

## Histoire
Il est initialement prévu que le 1er match joué par Al-Ain Club dans le nouveau stade soit un amical contre Manchester City le 14 janvier 2014, mais, le club anglais ne pouvant pas se libérer, le match est déplacé à la fin de la Premier League, le 15 mai 2014 (victoire 3-0 de City). Lors de ce match, Marcos Lopes inscrit le premier but de l'histoire du stade.
Le stade Hazza-ben-Zayed accueillera des rencontres de la Coupe d'Asie des nations 2019.

## Compétitions internationales organisées
- Coupe du monde des clubs 2017
- Coupe du monde des clubs 2018
- Finale de la Coupe arabe des clubs champions 2018-2019
- Coupe d'Asie des nations 2019
- Coupe intercontinentale de la FIFA 2024